# 1. 2. 3… Start
Ez a felvétel a budapesti nagy Sportcsarnok POPMAJÁLIS c. rendezvényén készült 1982. május 29-én.

## Számok listája

### LP változat
A oldal
1. Micsoda komédia – Edda Művek
2. Vörös tigris – Edda Művek
3. Halálkatlan – P. Box
4. Hölgyválasz – P.Box
5. Szupergép – P.Box

B oldal
1. A dob mögül – Karthago
2. Az áruló – Karthago
3. Requiem – Karthago

### Kazetta változat
- A oldal

1. Micsoda komédia – Edda Művek
2. Vörös tigris – Edda Művek
3. Elmúltak az ünnepek – KFT
4. Nyúlbomb blues – Prognózis
5. Requiem – Karthago

- B oldal

1. A dob mögül – Karthago
2. Erdőbe nem megyek – GM49
3. Mitől megy a villamos? – Rolls Frakció
4. Halálkatlan – P. Box
5. Hölgyválasz – P. Box

## Felállások

### Edda Művek
- Pataky Attila – ének
- Slamovits István – gitár
- Róna György – basszusgitár
- Barta Alfonz – billentyűs hangszerek
- Fortuna László – dob, ütőhangszerek

### P. Box
- Varga Miklós – ének
- Bencsik Sándor – gitár
- Sáfár József – basszusgitár
- Cserháti István – billentyűs hangszerek
- Szabó István – dob, ütőhangszerek

### Karthago
- Takáts Tamás – ének
- Szigeti Ferenc – gitár
- Kiss Zoltán Zéró – basszusgitár
- Gidófalvi Attila – billentyűs hangszerek
- Kocsándi Miklós – dob, ütőhangszerek